# Vindförbergs gravfält
Vindförbergs gravfält är ett gravfält som ligger på Vindförbergs udde i norra delen av Oresjön i Ore socken i Dalarna. Det är Dalarnas största gravfält med ett 40-tal runda stensättningar där brända människoben har hittats. Fynd från gravfältet har daterats till yngre romersk järnålder, ca 150–400 e.Kr.

## Upptäckt och undersökning
Snickaren A.J. Nilsson hittade 1914 ben, en bronsring och pilspetsar av ben i den eroderande kanten av Vindförbergs udde. Översiktliga undersökningar gjordes av antikvarie O. Frödin 1915 och Gustaf Hallström 1929. En totalundersökning gjordes på 1960-talet.

## Gravfältet
På udden Vindförberg, en del av en rullstensås som skjuter ut i norra delen av Oresjön, ligger Dalarnas största gravfält. Inom ett område på 7x50 meter finns ett 40-tal mycket tätt liggande runda stensättningar med en diameter på 2,3–5,3 meter. I och kring gravarna har påträffats brända ben, bitar av horn, skärvor av kvarts, kvartsit och flinta, en fingerring av brons, fragment av trekantiga pilspetsar av ben samt en doppsko av järn med öppen holk och fyrsidig spets. En del av de brända benfragmenten har analyserats och befunnits komma från en ung man. De trekantiga pilspetsarna anses ha tillkommit under yngre romersk järnålder (150–400 e.Kr.) eller början av folkvandringstid (400–550 e.Kr.). Under gravfältet finns en stenåldersboplats.
Gravfältet är av samma karaktär som de på Skeisnäset vid Siljan och Getryggen vid Amungen.

## Naturreservat
Udden fridlystes som naturminne den 9 februari 1928. Området har senare ombildats till naturreservat, Vindförbergs udde, och anses även vara av riksintresse för kulturmiljövården.